# Jack Gallagher
Jack Claffey (Manchester, 7 de janeiro de 1990) é um lutador de luta livre profissional e artes marciais mistas inglês. Atualmente ele trabalha para a WWE no programa 205 Live com o nome de ringue Gentleman Jack Gallagher. No entanto, ele é mais conhecido por suas passagens na Futureshock Wrestling e Grand Pro Wrestling, onde ganhou o FSW Championship e o GPW British Championship. Ele também já conquistou o Futureshock Tag Team Championship como Alex Cyanide como os Lethal Dose.

## Início de vida
Claffey nasceu em Manchester.

## Carreira na luta livre profissional

### Treinamento e estreia
Gallagher foi treinado por Alex Shane e funcionários da Futureshock. Ele fez sua estreia na luta livre profissional aos 16 anos, em 4 de novembro de 2006, no Futureshock 11, usando o nome Jack Toxic, fazendo equipe com Alex Cyanide, Danny Hope e Kris Travis. Eles derrotaram El Ligero, Charity, Faith e Jamal Lewis. Ele também treinou grappling, um estilo de catch wrestling, com Billy Robinson  em Wigan, Grande Manchester.

### WWE (2016–presente)
Gallagher entrou para o WWE Cruiserweight Classic depois de derrotar Pete Dunne em uma luta de qualificação no Progress Wrestling 29 em abril de 2016. O torneio começou em 23 de junho, com Gallagher derrotando Fabian Aichner na primeira rodada. Gallagher perdeu para Akira Tozawa na fase seguinte. No Raw de 5 de setembro de 2016, Gallagher foi anunciado como parte da divisão de pesos-médios da WWE. Em 29 de novembro, durante o episódio inaugural do WWE 205 Live, Gallagher derrotaria Ariya Daivari. No Raw de 5 de dezembro, Gallagher faria sua estreia no programa, novamente derrotando Daivari. Depois de oferecer um aperto de mão, Daivari atacou-o.

## Carreira nas artes marciais mistas

### Cartel
| Res.    | Cartel | Oponente       | Método                 | Evento                     | Data                   | Round | Tempo | Local                      | Notas |
| ------- | ------ | -------------- | ---------------------- | -------------------------- | ---------------------- | ----- | ----- | -------------------------- | ----- |
| Vitória | 2–0    | Cesar Valencia | Submissão (armbar)     | ICE FC 13                  | 16 de abril de 2016    | 1     | 2:50  | Wrexham, País de Gales     | [ 7 ] |
| Vitória | 1–0    | Stefan Cowley  | Submissão (Guilhotina) | Night of the Gladiators 25 | 20 de dezembro de 2015 | 1     | 1:55  | Stoke-on-Trent, Inglaterra | [ 8 ] |

## Na luta livre profissional
- Movimentos de finalização
  - Achilles lock[9]
  - Crucifix armbar
  - Running corner dropkick[10]
- Movimentos secundários
  - Como Jack Gallagher
    - Bridging scissored armbar[10]
    - European uppercut
    - Full Windsor Knot / I Bloody Love The Graps Me / The Dreaded Rear Admiral (Arm trap cloverleaf, usualmente seguido por um soccer kick nas nádegas do oponente)[10]
    - Guillotine choke[11]
    - Hammerlock[10]
    - Headbutt[10]
    - Inverted Indian deathlock[10]
    - Standing dropkick[9]

  - Como Jack Toxic
    - 77 Snap (Snap DDT)[1]
    - Art-I-Ficial Elbow (Elbow drop)[1]
    - Clash Landing (Diving knee drop bulldog)[1]
    - Roadrunner (Running high knee)[1]
    - Stagedive (Diving headbutt)[1]
- Alcunhas
  - "The Extraordinary Gentleman"
  - "The Mat Wizard"
  - "The Grappler"
  - "Punk Rocket"
- Temas de entrada
  - "Toreador" por Adya (Circuito independente)
  - "March of the Toreadors" por Georges Bizet (Cruiserweight Classic; 23 de unho de 2016–14 de julho de 2016)
  - "Les Toréadors" por CFO$ (WWE; 29 de novembro de 2016–presente)

## Campeonatos e prêmios
- Futureshock Wrestling
  - FSW Champion (2 vezes)
  - FSW Trophy Tournament (2010)
  - FSW Tag Team Championship (1 vez) - com Alex Cyanide
- Grand Pro Wrestling
  - Gallagher's Gold Championship (1 vez)
  - GPW British Championship (1 vez)
- Great Bear Promotions
  - URSA Major One Night Tournament (2015)[12]
- Pro Wrestling Illustrated
  - PWI colocou-o em 273º dos 500 melhores lutadores na PWI 500 em 2016[13]
- Scottish Wrestling Alliance
  - Battlezone Rumble (2014)[14]
- Tetsujin Shoot Style Wrestling
  - Tetsujin Shoot Style Tournament (2015)[15]